# Siergiej Bobruk
Siergiej Antonowicz Bobruk (ros. Сергей Антонович Бобрук, biał. Сяргей Антонавіч Бабрук, ur. 2 lutego?/15 lutego 1901 we wsi Czubicze w guberni grodzieńskiej, zm. 18 marca 1962 w Winnicy) – radziecki dowódca wojskowy, generał porucznik, Bohater Związku Radzieckiego (1944).

## Życiorys
Urodził się w białoruskiej rodzinie chłopskiej. W 1914 skończył szkołę podstawową, pracował jako robotnik fabryczny w guberni moskiewskiej, od czerwca 1920 służył w Armii Czerwonej. Ukończył szkołę kawalerii i kursy kawalerii, w 1921 brał udział w likwidacji powstania w Kronsztadzie, później był dowódcą plutonu i pomocnikiem dowódcy szwadronu na Froncie Turkiestańskim, od lipca 1923 do kwietnia 1925 uczestniczył w walkach z basmaczami. Od 1929 należał do WKP(b), w 1933 skończył kawaleryjskie kursy doskonalenia kadry dowódczej, od czerwca 1935 do kwietnia 1936 był pomocnikiem szefa sekcji sztabu 28 Dywizji Kawalerii, a od kwietnia 1936 do stycznia 1938 szefem sztabu 10 pułku kawalerii 23 Dywizji Kawalerii. Od stycznia do marca 1938 był szefem sekcji 1 sztabu 23 Dywizji Kawalerii, następnie pomocnikiem szefa sztabu 5 Dywizji Kawalerii Kijowskiego Okręgu Wojskowego, we wrześniu 1939 brał udział w agresji ZSRR na Polskę, od lutego do kwietnia 1940 był szefem Wydziału 1 Sztabu 34 Dywizji Kawalerii. W kwietniu 1940 został szefem Wydziału Operacyjnego - pomocnikiem szefa sztabu 148 Dywizji Piechoty Nadwołżańskiego Okręgu Wojskowego, w 1940 zaocznie ukończył Akademię Wojskową im. Frunzego, od listopada 1941 uczestniczył w wojnie z Niemcami, w marcu 1942 został szefem sztabu 152 Dywizji Piechoty. Walczył na Froncie Briańskim, Stalingradzkim, Dońskim, Południowo-Zachodnim, od grudnia 1943 do marca 1944 dowodził 47 Gwardyjską Dywizją Piechoty 4 Gwardyjskiego Korpusu 8 Gwardyjskiej Armii 3 Frontu Ukraińskiego, od marca do maja 1944 dowodził 29 Korpusem Piechoty, a od maja 1944 do końca wojny 31 Gwardyjskim Korpusem Piechoty. Brał udział w operacji odeskiej, jassko-kiszyniowskiej, debreczyńskiej, budapesztańskiej, balatońskiej, wiedeńskiej, zajmowaniu Bułgarii, Rumunii i Węgier i bitwie o Wiedeń. Korpusem piechoty dowodził do marca 1946, następnie był kursantem Wyższych Kursów Akademickich przy Wyższej Akademii Wojskowej im. Woroszyłowa, od kwietnia 1947 do grudnia 1953 dowodził 13 Zmechanizowaną Dywizją Gwardii w Centralnej Grupie Wojsk stacjonującej w Austrii. Od października 1953 do czerwca 1955 dowodził 27 Korpusem Piechoty Gwardii Kijowskiego Okręgu Wojskowego, od czerwca 1955 do grudnia 1957 4 Armią Zakaukaskiego Okręgu Wojskowego, od grudnia 1959 do marca 1959 kierował grupą specjalistów wojskowych przy dowódcy okręgu wojskowego Chińskiej Armii Ludowo-Wyzwoleńczej, następnie zakończył służbę wojskową. Jego imieniem nazwano ulicę w Prużanach.

## Awanse
- podpułkownik (1942)
- pułkownik (1943)
- generał major (19 marca 1944)
- generał porucznik (8 sierpnia 1955)

## Odznaczenia
- Złota Gwiazda Bohatera Związku Radzieckiego (19 marca 1944)
- Order Lenina (dwukrotnie)
- Order Czerwonego Sztandaru (trzykrotnie)
- Order Suworowa I klasy (28 kwietnia 1945)
- Order Suworowa II klasy (13 września 1944)
- Order Kutuzowa II klasy (29 czerwca 1945)
- Order Wojny Ojczyźnianej I klasy (3 października 1943)
- Medal za Odwagę (18 stycznia 1942)
- Medal „Za zwycięstwo nad Niemcami w Wielkiej Wojnie Ojczyźnianej 1941–1945”
- Medal jubileuszowy „XX lat Robotniczo-Chłopskiej Armii Czerwonej”
- Medal „Za zdobycie Budapesztu”
- Medal „Za zdobycie Wiednia”